# Germán González Duque
Germán González Duque es un futbolista colombiano que nació en San Bartolomé de Honda, un pueblo del departamento del Tolima, y juega como delantero.

## Trayectoria

### Inicios
Nacido en Honda, Germán empezó a jugar fútbol por iniciativa de su familia, y empezó en el Club La Revelación de su pueblo natal. Con el equipo La Revelación fue a jugar un torneo juvenil llamado "Copa La Patria", en donde quedó de goleador, y mostró sus condiciones. 

### C.E.I.F Fútbol Club
Su club de Honda, hizo una alianza con el equipo C.E.I.F Fútbol Club de la ciudad de Bogotá, y allí fue donde empezó a disputar partidos a nivel de Liga juvenil, siendo uno de los destacados en su equipo.

### Independiente Santa Fe
Tras un buen rendimiento en C.E.I.F, Germán fue fichado por el Club Independiente Santa Fe, donde empezó a jugar en las divisiones inferiores en las categorías sub-19 y sub-20. Con el filial del conjunto cardenal, se destacó por ser el goleador de Santa Fe en el Campeonato Postobón sub-20, y gracias a sus condiciones debutó con el equipo profesional bajo el mando del técnico Wilson Gutiérrez. Con el equipo profesional de Santa Fe debutó en el año 2013 contra el Deportivo Cali. Además en su primer año como profesional jugó 3 partidos.

### Fortaleza C.E.I.F.
En enero del 2015, el delantero hondano es comprado por el club Fortaleza C.E.I.F. para jugar en la segunda división del fútbol colombiano. En el equipo bogotano, dura un año donde tiene buenos partidos y lo termina de gran manera tras quedar subcampeón del Torneo Águila, logrando el ascenso a la Primera División del fútbol profesional colombiano.

### Barranquilla Fútbol Club
Tras unos años jugando en la ciudad de Bogotá, se va a jugar al Barranquilla F.C., otro club de la Segunda División.

## Clubes
| Club                   | País     | Año         |
| ---------------------- | -------- | ----------- |
| Independiente Santa Fe | Colombia | 2013 - 2014 |
| Fortaleza CEIF         | Colombia | 2015        |
| Barranquilla F. C.     | Colombia | 2016        |

## Palmarés

### Campeonatos nacionales
| Título                                                         | Club                             | País               | Año            |
| -------------------------------------------------------------- | -------------------------------- | ------------------ | -------------- |
| Superliga de Colombia Liga Postobon I semestre torneo postobon | Santa Fe Santa Fe Fortaleza Ceif | Colombia. Colombia | 2013 2012 2015 |